# اسلام در کلمبیا
طبق گزارش مرکز تحقیقات پیو، ۱۴٬۰۰۰ نفر از جمعیت کشور کلمبیا مسلمان می‌باشند که ۰٫۰۳ درصد از مردم این کشور را تشکیل می‌دهند.